# Vitstrupig bågnäbb
Vitstrupig bågnäbb (Pomatostomus halli) är en fågel i familjen bågnäbbar inom ordningen tättingar.

## Utseende
Vitstrupig bågnäbb är en stor tätting med lång nedåtböjd den. Den har en mycket mörk ansiktsmask, brett vitaktigt ögonbrynsstreck, smal mörkbrun hjässa och mörkt öga. Vitt på stripe och bröst formar en tydlig haklapp och sträcker sig olikt vitbrynad bågnäbb inte ner på buken, som är mörk. 

## Utbredning och systematik
Fågeln förekommer i acaciaskogar i södra och centrala Queensland och näraliggande nordvästra New South Wales. Den behandlas som monotypisk, det vill säga att den inte delas in i några underarter.

## Status och hot
Arten har ett stort utbredningsområde, men tros minska i antal, dock inte tillräckligt kraftigt för att den ska betraktas som hotad. Internationella naturvårdsunionen IUCN listar arten som livskraftig (LC).